# Gud, som haver barnen kär
Gud, som haver barnen kär är en gammal bön för barn av okänd författare. Bönen trycktes första gången 1780 i  "Barna=bok, hans Kongl. Höghet Kron=Prinsen I underdånighet tilägnad Af Samfundet Pro Fide & Christianismo.", som utgavs till den svenske kronprinsens, sedermera Gustav IV Adolfs, andra födelsedag. Bönen kallas där "En allmän Bön för små barn" och har följande lydelse:
"Gud, som hafwer barnen kär,
Se til mig, som liten är;
Hwart min werld och lycka wänder,
Det står alt uti Guds händer."
Den torde gå tillbaka på en muntligt traderad bön. För sångbruk blev den första gången tryckt i Frälsningsarméns sångbok 1907. Senare publicerades den i Svensk söndagsskolsångbok 1908 då tre verser tilldiktats av Johan Bernhard Gauffin och Carl Boberg och småningom i "normalpsalmboken" Nya psalmer 1921, tillägget till 1819 års psalmbok då Siri Dahlquist kompletterat bönen med fem ytterligare verser, varav den första av dem börjar "Gode Fader, i din vård".
Melodin enligt Koralbok för Nya psalmer, 1921 är tonsatt 1531 möjligen, men i senare utgåvor anges en melodi av Ivar Widéen från 1912. Bönen sjungs även ibland på samma melodi som "Blinka lilla stjärna". Den första tryckta versionen av bönen sjöngs till melodin "Härlig är Guds himmel blå".

## Publicerad som
- Nr 75 i Musik till Frälsningsarméns sångbok 1907
- Nr 277 i Svensk söndagsskolsångbok 1908 under rubriken "Morgon och afton".
- Nr 619 i Nya psalmer 1921, tillägget till 1819 års psalmbok under rubriken "Det Kristliga Troslivet: Troslivet i hem och samhälle: Det kristna hemmet: Föräldrar och barn". Verserna 2-6 tilldiktning av Siri Dahlquist.
- Nr 439 i Den svenska psalmboken översedd och tillökad upplaga av 1819 års psalmbok. Förslag till varsam revision av 1920 års kyrkomötes psalmbok av seminarierektor Joh. Johansson. Den är här delvis omdiktad av och har två verser formade som morgon- resp. aftonbön.
- Nr 578 i Den svenska psalmboken. Reviderad utg. av kontraktsprosten Gustaf Öhrstedt 1924. Den är här kraftigt reviderad och har fyra verser, två formade som morgonbön, två som aftonbön.
- Nr 251 i Svensk söndagsskolsångbok 1929 under rubriken "Morgon och afton", med Siri Dahlquists tilläggsverser.
- Nr 562 i Frälsningsarméns sångbok 1929 under rubriken "Speciella sånger - Barnen"
- Nr 562 i Musik till Frälsningsarméns sångbok 1930
- Nr 553 i Guds lov 1935 under rubriken "Barnsånger".
- Nr 512 i 1937 års psalmbok som enbart den ursprungliga böneversen "Gud som haver barnen kär", under rubriken "Barn".
- Nr 522 i 1937 års psalmbok med de nydiktade verserna med titelraden "Gode Fader, i din vård" under rubriken "Barn".
- Nu ska vi sjunga, 1943, under rubriken "Andra vackra sånger och visor".
- Nr 622 i Sånger och Psalmer 1951, SfvenskaMissionsförbundets sångbok, under rubriken "Barndomstiden".
- Nr 676 i Frälsningsarméns sångbok 1968 under rubriken "Barn Och Ungdom"
- Nr 193 i Den svenska psalmboken 1986, 1986 års Cecilia-psalmbok, Psalmer och Sånger 1987, Segertoner 1988 och Frälsningsarméns sångbok 1990 under rubriken "Kväll".
- Nr 752 i Lova Herren 1988 under rubriken "Barn och ungdom".
- Nr 493 i Svensk psalmbok för den evangelisk-lutherska kyrkan i Finland (1986) under rubriken "Människans ålder", med fem verser (verserna 2-5 av Siri Dahlquist 1911)